# 莱昂纳多·贡萨尔维斯
莱昂纳多·里贝罗·贡萨尔维斯（葡萄牙語：Leonardo Ribeiro Gonçalves，1996年3月1日—），巴西男子柔道运动员，2023年泛美运动会混合团体银牌得主、2024年夏季奥林匹克运动会混合团体铜牌得主。